# Moiré lancéolé
Pour les articles homonymes, voir Moiré.
Erebia alberganus
Espèce
Statut de conservation UICN

 LC  : Préoccupation mineure
Le Moiré lancéolé (Erebia alberganus) est un lépidoptère (papillon) appartenant à la famille des Nymphalidae, à la sous-famille des Satyrinae et au genre Erebia.

## Dénomination
Erebia alberganus a été nommé par Leonardo De Prunner en 1798.
Il a pour synonymes Erebia ceto et Hipparchia phorcys Freyer, 1836.

### Sous-espèces
- Erebia alberganus alberganus
- Erebia alberganus phorcys (Freyer, [1836]) en Bulgarie[2],[3]

### Noms vernaculaires
Le Moiré lancéolé se nomme Almond-eyed Ringled en anglais et Gelbäugiger Mohrenfalter en allemand.

## Description
Le Moiré  lancéolé est un petit papillon,  marron foncé orné d'une ligne de macules lancéolées postdiscales de couleur orange marquées d'un point noir.
Le revers est identique.

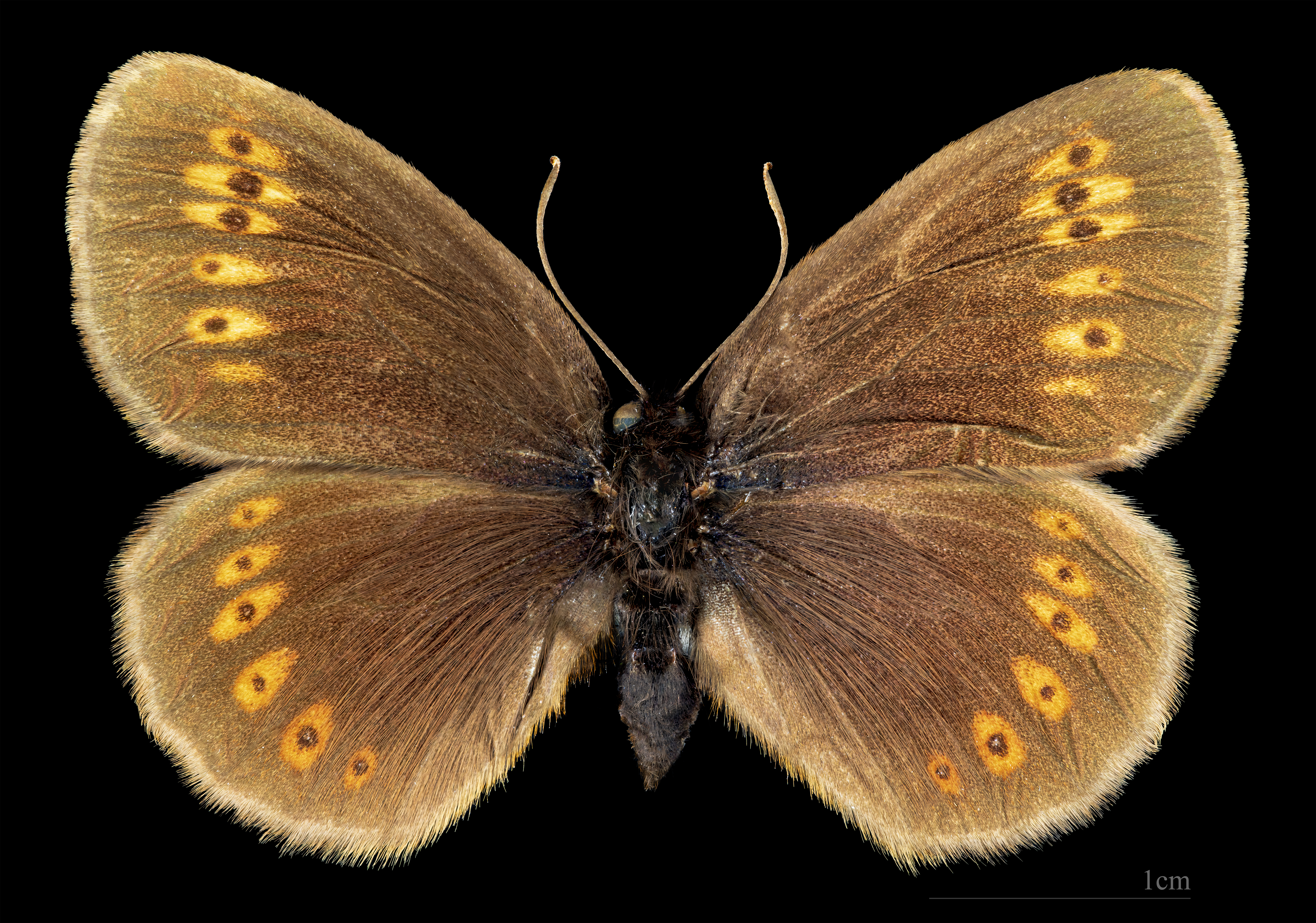
Erebia alberganus ♂ MHNT
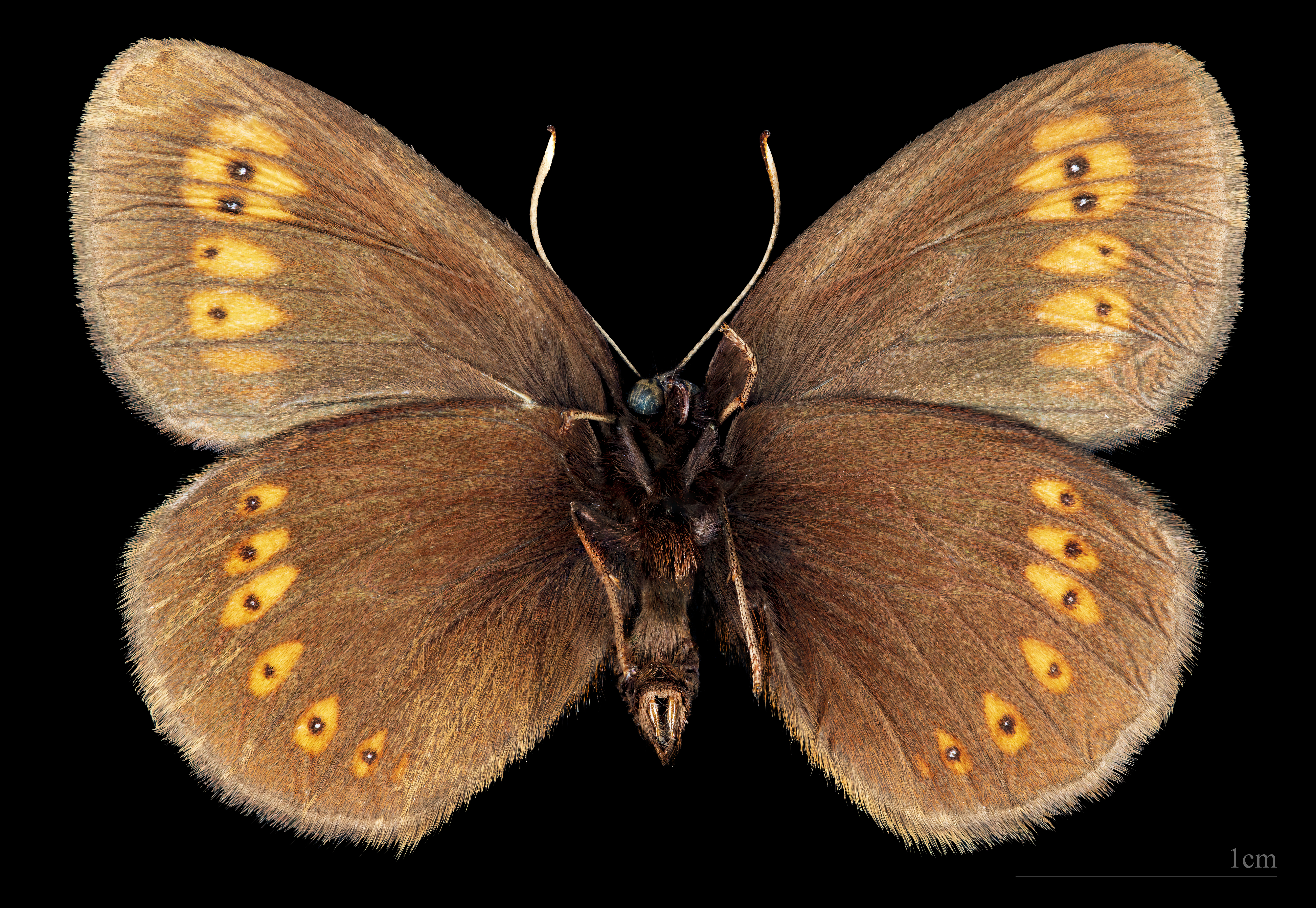
Erebia alberganus ♂  △

## Biologie

### Période de vol et hivernation
Il vole de mi-juin à fin août.

### Plantes hôtes
Les plantes hôtes des chenilles sont des poacées (graminées), dont Festuca ovina et Poa annua,.

## Écologie et distribution
Il est présent en Europe sous forme de plusieurs isolats, dans le nord de l'Espagne, en Italie, dans les Alpes en France et en Suisse, en Bulgarie et en Macédoine.
En France métropolitaine il est présent dans les départements des Alpes, Savoie, Haute-Savoie, Isère, Drôme,Hautes-Alpes, Alpes-de-Haute-Provence et Alpes-Maritimes.

### Biotope
Il réside dans les prairies fleuries ensoleillées.

### Protection
Pas de statut de protection particulier.